# Pinocchio 3000
Pinocchio 3000 là một bộ phim hài phiêu lưu hoạt hình máy tính của Canada-Tây Ban Nha-Pháp năm 2004 do CinéGroupe, AnimaKids Productions và Filmax Animation sản xuất và được phân phối bởi Christal Films ở Canada và Filmax ở Tây Ban Nha. Dựa trên tiểu thuyết Những cuộc phiêu lưu của Pinocchio của nhà văn Carlo Collodi. Nó được đạo diễn bởi Daniel Robichaud và được sản xuất bởi Louis Duquet, và đóng vai chính của Malcolm McDowell, Whoopi Goldberg, Howie Mandel, Helena Evangeliou, Gabrielle Elfassy, Howard Ryshpan và Sonja Ball.
Bộ phim được phát hành tại Tây Ban Nha vào ngày 9 tháng 7 năm 2004 và thu về 15 triệu đô la với ngân sách 12 triệu đô la.

## Lồng tiếng
- Sonja Ball vai Pinocchio, nhân vật chính của phim.
- Howard Ryshpan vai Geppetto
- Howie Mandel vai Spencer, một chim cánh cụt robot màu tía.
- Whoopi Goldberg vai Cyberina, một nàng tiên của thành phố.
- Helena Evangeliou vai Marlene (hoặc Marlène), con gái của Scamboli.
- Malcolm McDowell vai Thị trưởng Scamboli (hoặc Combinard), nhân vật phản diện của phim. Là thị trưởng của Scamboville.
- Matt Holland vai Cab, một robot màu vàng cao với đầu màu xanh dương và giày màu trắng.
- Jack Daniel Wells vai Rodo, một robot nhỏ màu đỏ tương tự như nhím.
- Bobby Edner vai Zack
- Gabrielle Elfassy vai Cynthia
- Terrence Scammell vai Scambocop, một robot cảnh sát.
- Ellen David vai Nhà

## Đón nhận
Trang AlloCiné cho biết điểm đánh giá trung bình là 2/5.

## Giải thưởng
| Giải thưởng | Hạng mục                     | Đề cử và người nhận                            | Kết quả   |
| ----------- | ---------------------------- | ---------------------------------------------- | --------- |
| Giải Goya   | Phim hoạt hình xuất sắc nhất | Castelao Productions, CinéGroupe và Anima Kids | Đoạt giải |